# Ernie Lively
Ernie Lively (* 29. Januar 1947 in Baltimore, Maryland als Ernest Wilson Brown Jr.; † 3. Juni 2021 in Los Angeles, Kalifornien) war ein US-amerikanischer Schauspieler.

## Leben und Karriere
Ernie Lively begann seine Karriere in Hollywood mit einer Gastrolle als Zugschaffner in einer Episode der Waltons. Am Anfang seiner Karriere trat er unter den Namen Ernie Brown und Ernie W. Brown auf, ehe er den Namen seiner Ehefrau Elaine Lively annahm und ab circa 1980 unter diesem in Abspännen erwähnt wurde. Über die Jahrzehnte war er ein vielbeschäftigter Gastdarsteller in vielen bekannten Serien wie Ein Sheriff in New York, Seinfeld, Diagnose: Mord oder Akte X – Die unheimlichen Fälle des FBI. Bei Ein Duke kommt selten allein, Falcon Crest, Mord ist ihr Hobby und The West Wing – Im Zentrum der Macht hatte er Auftritte in mehreren Folgen. Ebenfalls spielte er in diversen Fernsehwerbungen. Zudem übernahm er seit den 1980er-Jahren Nebenrollen in Filmen wie Scott & Huutsch (1989), Showdown in Little Tokyo, Der Mann im Mond (beide 1991), Passagier 57 (1992), American Pie 2 (2001) und The Watcher – Willkommen im Motor Way Motel (2018). Sein filmisches Schaffen als Schauspieler umfasst mehr als 110 Film- und Fernsehproduktionen zwischen 1975 und 2020.
Gelegentlich betätigte sich Lively auch hinter der Kamera, so als Regisseur des Filmes Sandman (1999) und als Produzent des Horrorfilms Evil Twins.
1979 heiratete er die Talentagentin Elaine Lively, mit der er bis zu seinem Tod verheiratet blieb. Sie bekamen zwei Kinder, außerdem adoptierte Ernie Lively die drei Kinder aus der früheren Ehe seiner Frau. Alle fünf dieser Kinder – Lori Lively (* 1966), Jason Lively (* 1968), Robyn Lively (* 1972), Eric Lively (* 1981) und Blake Lively (* 1987) – sind oder waren als Schauspieler im Filmgeschäft tätig. In dem Film Eine für 4 (2005) und der Fortsetzung Eine für 4 – Unterwegs in Sachen Liebe (2008) verkörperte er auch jeweils den Filmvater von Blake Livelys Figur.
Lively starb im Juni 2021 im Alter von 74 Jahren in Los Angeles an Herzkomplikationen, nachdem er sich bereits 2013 einer komplexen Herzoperation hatte unterziehen müssen.

## Filmografie (Auswahl)
Kino- und Fernsehfilme
- 1980: It’s My Turn – Ich nenn’es Liebe (It’s My Turn)
- 1982: Vater kratzt die Kurve (Drop-Out Father, Fernsehfilm)
- 1985: Crazy Love – Liebe schwarz auf weiß (Secret Admirer)
- 1985: Das As im Ärmel (Badge of the Assassin, Fernsehfilm)
- 1987: Sturz ins Dunkel – Die Geschichte einer Mutter (Convicted: A Mother's Story, Fernsehfilm)
- 1987: Hollywood Monster
- 1987: Casanova Junior (In the Mood)
- 1987: Homeland – Gewalt im Untergrund (Into the Homeland, Fernsehfilm)
- 1988: Der gnadenlose Jäger (The Tracker, Fernsehfilm)
- 1988: Skandal in einer kleinen Stadt (Scandal in a Small Town, Fernsehfilm)
- 1988: Das Doppelleben der Kathy McCormick (The Secret Life of Kathy McCormick, Fernsehfilm)
- 1989: Scott & Huutsch (Turner & Hooch)
- 1989: Von Bullen aufs Kreuz gelegt (An Innocent Man)
- 1989: Shocker
- 1990: Hard to Kill
- 1990: Schreie aus dem Innern (Voices Within: The Lives of Truddi Chase, Fernsehfilm)
- 1990: Air America
- 1991: Showdown in Little Tokyo
- 1991: Der Mann im Mond (The Man in the Moon)
- 1991: Der perfekte Mord (Dead in the Water, Fernsehfilm)
- 1992: Stumme Verzweiflung (Breaking the Silence, Fernsehfilm)
- 1992: Stop! Oder meine Mami schießt! (Stop! Or My Mom Will Shoot)
- 1992: Schlafwandler (Sleepwalkers)
- 1992: Passagier 57 (Passenger 57)
- 1992: Auf dem Todesstrich (Overkill: The Aileen Wuornos Story, Fernsehfilm)
- 1993: Die Beverly Hillbillies sind los! (The Beverly Hillbillies)
- 1994: Töchter der Rache (Accidental Meeting, Fernsehfilm)
- 1995: Meine Familie (My Family)
- 1996: Nach eigenen Regeln (Mulholland Falls)
- 1996: Kindesraub – Die Entführer wohnen nebenan (The People Next Door, Fernsehfilm)
- 1997: Fire Down Below
- 1998: Senseless
- 1998: Goodbye Lover
- 1999: Harveys Zauberballons (Balloon Farm, Fernsehfilm)
- 1999: Sandman (als Regisseur)
- 1999: The 13th Floor – Bist du was du denkst? (The Thirteenth Floor)
- 2001: American Pie 2
- 2005: Eine für 4 (The Sisterhood of the Traveling Pants)
- 2006: The Darwin Awards
- 2006: Simon Says
- 2006: Evil Twins (auch Produzent)
- 2008: Eine für 4 – Unterwegs in Sachen Liebe (The Sisterhood of the Traveling Pants 2)
- 2009: The Perfect Game
- 2016: Razor
- 2018: The Watcher – Willkommen im Motor Way Motel (Looking Glass)
- 2020: Phobic

Fernsehserien
- 1975: Die Waltons (The Waltons, Folge 3x23)
- 1977: Ein Sheriff in New York (McCloud, Folge 7x03)
- 1979–1984: Ein Duke kommt selten allein (The Dukes of Hazzard, 5 Folgen)
- 1981: Fantasy Island (Folge 4x14)
- 1985: Fame – Der Weg zum Ruhm (Fame, Folge 4x16)
- 1985: Agentin mit Herz (Scarecrow and Mrs. King, Folge 2x21)
- 1985: Die Spezialisten unterwegs (Misfits of Science, Folge 1x01)
- 1985, 1987: Polizeirevier Hill Street (Hill Street Blues, 2 Folgen)
- 1985–1987: Falcon Crest (4 Folgen)
- 1986: Remington Steele (Folge 4x11)
- 1987: Die Schöne und das Biest (Beauty and the Beast, Folge 1x05)
- 1987: Die besten Jahre (Thirtysomething, Folge 1x05)
- 1989: Der Nachtfalke (Midnight Caller, Folge 2x08)
- 1990: Zurück in die Vergangenheit (Quantum Leap, Folge 3x02)
- 1990–1996: Mord ist ihr Hobby (Murder, She Wrote, 5 Folgen)
- 1991: Alle meine Kinder (The Torkelsons, Folge 1x01)
- 1992: Baywatch – Die Rettungsschwimmer von Malibu (Baywatch, Folge 2x18)
- 1994: Echt super, Mr. Cooper (Hangin' With Mr. Cooper, Folge 2x19)
- 1995: Der Polizeichef (The Commish, Folge 4x17)
- 1995: Akte X – Die unheimlichen Fälle des FBI (The X-Files, Folge 3x03)
- 1995: Seinfeld (Folge 7x05)
- 1996: Malibu Beach (Malibu Shores, 4 Folgen)
- 1996: Renegade – Gnadenlose Jagd (Renegade, Folge 4x20)
- 1996: Diagnose: Mord (Diagnosis: Murder, Folge 4x11)
- 1997: Dark Skies – Tödliche Bedrohung (Dark Skies, Folge 1x19)
- 1997: Just Shoot Me – Redaktion durchgeknipst (Just Shoot Me!, Folge 2x03)
- 1999: JAG – Im Auftrag der Ehre (JAG, Folge 4x15)
- 2000: Die wilden Siebziger (That ’70s Show, Folge 2x14)
- 2000–2005: The West Wing – Im Zentrum der Macht (The West Wing, 3 Folgen)
- 2002: Crossing Jordan – Pathologin mit Profil (Crossing Jordan, Folge 2x08)
- 2004: Drew Carey Show (The Drew Carey Show, Folge 9x17)
- 2005: Hotel Zack & Cody (The Suite Life of Zack and Cody, Folge 1x13)
- 2006: Ghost Whisperer – Stimmen aus dem Jenseits (Ghost Whisperer, Folge 1x16)
- 2009–2010: Saving Grace (2 Folgen)
- 2010: Memphis Beat (Folge 1x05)